# Calzada de Oropesa
Calzada de Oropesa és un municipi de la província de Toledo a la comunitat autònoma de Castella-La Manxa. Limita al nord amb el riu Tiétar que el separa de Plasència a la província de Càceres, a l'est amb Oropesa, Lagartera, Herreruela de Oropesa i Caleruela, al sud amb Valdeverdeja i El Gordo i a l'oest amb Navalmoral de la Mata,

## Demografia
| 1996 | 1998 | 1999 | 2000 | 2001 | 2002 | 2003 | 2004 | 2005 | 2006 |
| ---- | ---- | ---- | ---- | ---- | ---- | ---- | ---- | ---- | ---- |
| 629  | 621  | 595  | 599  | 592  | 591  | 576  | 586  | 585  | 574  |

## Alcaldes
| Període      | Nom de l'alcalde/-essa    | Partit polític | Data de possessió |
| ------------ | ------------------------- | -------------- | ----------------- |
| 1979 - 1983  | Timoteo Luengo Bellón     | UCD            | 19/04/1979        |
| 1983 - 1987  | Simón Urdiales Martín     | AP/PDP/UL      | 28/05/1983        |
| 1987 - 1991  | Vicente Moreno Carvajal   | CDS            | 30/06/1987        |
| 1991 - 1995  | Neófito Moreno Alegre     | PSOE           | 15/06/1991        |
| 1995 - 1999  | Neófito Moreno Alegre     | PSOE           | 17/06/1995        |
| 1999 - 2003  | Jesús Jiménez Amor        | PSOE           | 03/07/1999        |
| 2003 - 2007  | Jesús Jiménez Amor        | PSOE           | 14/06/2003        |
| 2007 - 2011  | Ana María Montesino Muñoz | PSOE           | 16/06/2007        |
| 2011 - 2015  | n/d                       | n/d            | 11/06/2011        |
| 2015 - 2019  | n/d                       | n/d            | 13/06/2015        |
| 2019 - 2023  | n/d                       | n/d            | 15/06/2019        |
| Des del 2023 | n/d                       | n/d            | 17/06/2023        |